# Проблема 3 тіл
«Проблема 3 тіл» (англ. 3 Body problem) — науково-фантастичний телесеріал за мотивами трилогії Лю Цисіня «Пам'ять про минуле Землі». Перший сезон вийшов на Netflix 21 березня 2024 року і є адаптацією роману «Проблема трьох тіл» і частково «Темний ліс». Назва посилає на класичну задачу небесної механіки.

## Сюжет

### Перший сезон
У 1960-і роки в КНР Є Веньцзе, дочку вбитого хунвейбінами фізика, відправляють до трудового табору. Вона знайомиться з американським екологом Майком Евансом. Потім Є Веньцзе отримує пропозицію працювати на військовій базі «Червоне узбережжя». Вона дізнається, що Сонце можна використати як підсилювач радіосигналів, і надсилає з радіотелескопа «Червоного узбережжя» сигнал інопланетянам. Через 8 років у відповідь приходить попередження більше не слати сигнали, оскільки інопланетяни дізнаються, що Земля придатна для життя, і завоюють її. Є Веньцзе за минулі 8 років лише утвердилася в думці, що люди тільки нищать природу та одні одних, тому ігнорує попередження, сподіваючись, що інопланетяни врятують Землю. Після послаблення репресивного режиму в КНР, Є Веньцзе знову зустрічається з Майком Евансом і вони створюють організацію «Земля — Трисолярис», мета якої — сприяти завоюванню інопланетянами Землі.
У 2024 році п'ятеро дослідників з Оксфорду (Джин Чен, Сол Дюран, Оггі Салазар, Вілл Даунінг і Джек Руні) дізнаються про серію загадкових смертей провідних дослідників з різних галузей; серед загиблих їхня знайома Віра Є, дочка Є Веньцзе. Оггі починає бачити зворотний відлік, який припиняється, коли вона перестає розробляти нановолокна. Слідчий Агентства стратегічної розвідки розслідує серію самогубств дослідників і дізнається, що деякі з них грали у відеогру «Проблема трьох тіл». Є Веньцзе дарує Джин шолом, що належав Вірі. Джин одягає шолом і опиняється у VR-грі, де потрібно врятувати цивілізацію від катаклізму. Проте, раз за разом спроби завершуються провалом. Згодом Джек отримує запрошення до гри і разом з Джин встановлює, що світ «Проблеми трьох тіл» обертається навколо трьох сонць і зміни його орбіти зумовлюють катаклізми. Просуваючись рівнями гри, обоє довідуються, що гру створили інопланетяни, чия планета неминуче загине. Тому інопланетяни, помітивши сигнал Є Веньцзе, спрямували до Землі флот, який прибуде через 400 років, а на Землі через гру вербують собі союзників. Ці істоти регулярно спілкуються з Майком Евансом, але припиняють контакти, коли дізнаються, що люди здатні вигадувати та брехати.
Джека вбиває агентка інопланетян Тетяна після того, як він відмовився продовжити грати. Джин отримує запрошення на зустріч організації «Земля — Трисолярис». Керівник розвідувального агентства Томас Вейд за допомоги Джин дізнається місце зустрічі та влаштовує облаву. В результаті Є Веньцзе заарештовують, але Майк Еванс зі своїми послідовниками перебуває на кораблі «Судний день» в океані. Томас Вейд залучає Оггі до створення пастки: натягнені нановолокна розрізають корабель і вбивають усіх на борту, лишаючи неушкодженими записи Еванса. Вейд розуміє, що існує канал зв'язку з інопланетянами в реальному часі.
Дослідження записів привертають увагу софонів — двох комп'ютерів, згорнутих до розмірів протона, які були надіслані до Землі попереду флоту з метою зупинити розвиток людських технологій. Софони можуть саботувати дослідження, створювати зображення на екранах і сітківці ока, слідкувати за будь-яким місцем і завдяки квантовій заплутаності миттєво передавати інформацію на рідну планету своїх творців, Трисолярис. Більше не розцінюючи людей як кандидатів для співіснування, софони сіють по світу паніку, відтворюючи на всіх екранах напис «ви — комахи».
Існування інопланетної загрози стає відомим всьому світу. Для протидії загарбникам створюється Рада планетарної оборони. Томас Вейд організовує надсилання до флоту інопланетян зонда. Він наполягає, що потрібно відправити людський мозок і на цю місію погоджується смертельно хворий Вілл Даунінг. Перед цим Вілл купує права на далеку зорю та анонімно дарує її Джин Чен, у яку закоханий. Зонд з мозком Вілла збивається з курсу і його доля лишається невідомою. Томас Вейд вирішує заснути в анабіозі, щоб прокинутися в майбутньому і контролювати протидію загарбникам. Є Веньцзе зустрічається з Солом Дюраном, після чого скоює самогубство.
Рада планетарної оборони призначає трьох «Хранителів думок» — людей, які повинні розробити спосіб порятунку людства, спираючись на те, що софони не можуть читати думки. Отже, «Хранителі думок» мусять спланувати все так, щоб їхні справжні наміри були для всіх таємницею. Сол переживає замах на себе і його призначають «Хранителем думок». Він не розуміє, чим він небезпечний для інопланетян, і зрікається своєї місії. Да Ши підбадьорює Джин і Сола тим, що люди, попри свої технології, так і не змогли винищити комах; тому й люди можуть вистояти проти набагато більш розвиненого ворога.

## У ролях
У серіалі знімалися:
- Джесс Хонг — Джин Чен. Прототип — Чен Сі.
- Джован Адепо — Сол Дюран. Прототип — Ло Цзі.
- Бенедикт Вонг — Кларенс Да Ши. Прототип — Ши Цян.
- Марло Келлі — Тетяна Гаас.
- Розалін Чао — Є Веньцзе (стара).
- Цзін Цен — Є Веньцзе (молода).
- Алекс Шарп — Вілл Даунінг. Прототип — Юнь Тяньмін.
- Джон Бредлі — Джек Руні. Прототип — Ху Вен.
- Ейса Гонсалес — Августина «Оггі» Салазар. Прототип — Ван Мяо.
- Джонатан Прайс — Майк Еванс (старий).
- Бен Шнетцер — Майк Еванс (молодий).
- Ліам Каннінгем — Томас Вейд.
- Саамер Усмані — Прітхвірадж «Радж» Варма. Прототип — Чжан Бейхай.
- Сі Симука — людський образ софона у грі.

## Український дубляж
- Студія: Постмодерн
- Режисер дубляжу: Світлана Шекера
- Перекладач: Олеся Запісочна
- Спеціаліст з адаптації: Анна Альзоба
- Звукооператор: Олександр Кривовяз
- Спеціаліст зі зведення звуку: Олександр Кривовяз
- Менеджер проекту: Зинич Юлія (сезон 1, серія 1), В'ячеслав Тонкошкур (сезон 1, серії 2–8)

Ролі дублювали:
- Джин Чанґ — Світлана Шекера
- Сол Дюранд — Роман Чорний
- Авґустіна Салазар — Юлія Перенчук
- Да Ш — Андрій Самінін
- Томас Вейд — Михайло Войчук
- Вілл Давнінг — Олександр Погребняк
- Джек Руні — Андрій Твердак
- Є Веньцзе — Олена Узлюк
- Софон — Марина Локтіонова
- Радж, Прітхвірадж (Радж) Варма — Євгеній Лісничий
- Молода Є Веньцзе — Катерина Качан
- Тетяна — Анна Павленко
- Танґ Ліхва — Людмила Петриченко
- Bipa E — Вікторія Бакун
- Янґ Вейнінґ, Редж Ші — Кирило Татарченко
- Танґ Гонґджин — Анастасія Павленко
- Є Джетай — Дмитро Вікулов
- Граф Заходу, Папа Григорій, Коллінз — Роман Молодій
- Еванс — Євген Пашин
- Молодий Еванс — В'ячеслав Хостікоєв
- Послідовниця — Яна Кривов'яз
- Лей Чучанґ — Богдан Крепак
- Бай Мулінь — Іван Розін
- Деніс Порлок — Олександр Шевчук
- Генеральний секретар — Ірина Дорошенко

Додатковий акторський склад: Євген Локтіонов, Володимир Кокотунов, Анастасія Павленко, Вікторія Семеній, Марина Клодницька, Дмитро Вікулов, Назарій Носенко, Вячеслав Дудко, Роман Солошенко, Роман Куліш, Едуард Кіхтенко, Віталій Ізмалков, Аліна Проценко, Еліна Сукач, Майя Ведернікова, Лілія Цвєлікова, Максим Самчик, Юрій Кудрявець.

## Епізоди
| № серії | Назва серії                                        | Режисер(и)      | Сценарист(и)                              | Оригінальна дата виходу |
| --- | -------------------------------------------------- | --------------- | ----------------------------------------- | ----------------------- |
| 1 | «Відлік / Countdown»                               | Дерек Цанг      | Девід Беніофф, Ді Бі Вайсс і Александр Ву | 21 березня 2024         |
| У Китаї в 1960-і, в розпал Культурної революції, дівчина Є Веньцзе спостерігає як її батька прилюдно принижують і потім убивають хунвейбіни за те, що він підтримує «буржуазну» теорію відносності. Її мати підкорилася комуністичному режиму та визнає теорію хибною. Є Веньцзе відправляють до трудового табору, де вона отримує від друга підпільний примірник книги «Тиха весна» про згубний вплив людства на природу Землі. Книгу знаходять охоронці, але Є Веньцзе не виказує чоловіка, який дав їй примірник. Після перебування у в'язниці Є Веньцзе отримує пропозицію працювати на базі «Червоне узбережжя» з радіотелескопом, де потрібні фахівці з фізики. Вона погоджується попри те, що ймовірно вже ніколи не зможе покинути базу. У сучасності група дослідників обговорюють дивні події, що відбуваються по всьому світу. Фундаментальні дослідження з фізики та інших наук перестали розвиватися, оскільки прилади показують абсурдні результати. Понад 30 провідних дослідників у різних галузях скоїли самогубство, перспективні проєкти закриваються через брак результатів. Слідчий Кларенс «Да» Ши, який працює в Агентстві стратегічної розвідки, намагається пов'язати кілька самогубств вчених і виявляє спільну деталь — усі вони одягали дивного вигляду шолом. Керівник розвідувального агентства Томас Вейд доручає йому знайти такий шолом. Розробниця нановолокон Августина «Оггі» Салазар починає постійно бачити зворотний відлік з помаранчевих цифр. Невідома жінка (Тетяна) радить їй припинити розробку нановолокон і підказує спостерігати наступної ночі за небом. Оггі бере друга Сола Дюрана і обоє бачать, як зорі блимають азбукою морзе, в якій зашифровано відлік. Те саме спостерігається по всьому світу.                                                                 |                                                    |                 |                                           |                         |
| 2 | «Червоне узбережжя / Red Coast»                    | Дерек Цанг      | Роуз Картрайт                             | 21 березня 2024         |
| Є Веньцзе працює на радіотелескопі, звідки було надіслано повідомлення інопланетянам. Вона розуміє, що сигнал був заслабкий, але Сонце може підсилювати його. Є Веньцзе пояснює цю ідею колезі, він присвоює її, щоб догодити керівництву. Проте, керівництво засуджує надсилання сигналів до Сонця, оскільки це може образити Мао Цзедуна. Дослідниця всупереч забороні випробовує надсилання сигналу таким чином. Під час обстеження ділянки для будівництва нового радіотелескопа, Є Веньцзе зустрічає американського еколога Майка Еванса, обуреного винищенням природи задля технічного прогресу. Пізніше Є Веньцзе отримує відповідь із космосу з попередженням не відповідати, інакше Землю буде завойовано. Дослідниця ігнорує попередження, оскільки вважає, що люди прямують до самознищення. Вона надсилає повідомлення з запрошенням для інопланетян завоювати Землю, та обіцяє допомогти їм. У сучасності Оггі пригнічена зворотним відліком, який постійно бачить у полі зору. Після успішної демонстрації її нановолокон, що розрізають алмаз, вона закриває проєкт, і зворотний відлік припиняється. Джин Ченг знаходить у будинку своєї нещодавно померлої подруги Віри дивний шолом і одягає його. Вона опиняється у відеогрі «Проблема трьох тіл», де повинна врятувати дівчинку. Попри її зусилля, світ у грі гине через посуху, а дівчинка висихає. Мандрівний герой доручає Джин зберігати її останки до наступної «епохи стабільності». Потім вона стає свідком як ворожбит намагається перебачити «епоху стабільності», але зазнає невдачі і цивілізація, схожа на Стародавній Китай, гине через мороз. Джин показує гру Джеку, але він не має права використовувати її копію, тому його в грі постійно вбиває жінка з мечем. Пізніше примірник шолома таємничим чином опиняється в Джека вдома. |                                                    |                 |                                           |                         |
| 3 | «Руйнівник світів / Destroyer of Worlds»           | Ендрю Стентон   | Александер Ву                             | 21 березня 2024         |
| Дослідники, зацікавлені грою «Проблема трьох тіл», збираються вдома у Джека. Оггі знаходить його шолом і одягає його, стикаючись з тією жінкою з мечем. Оггі вимагає від Джека та Джин припинити грати, але вони продовжують. Коли Оггі поновлює свій проект з нановолокон, зворотний відлік повертається майже досягає нуля, поки Оггі не вимикає обладнання. Хворий на рак Вілл Даунінг зустрічається з Джеком, який закликає його спробувати лікування, попри невтішний прогноз. У грі Джек і Джин опиняються в світі, що нагадує середньовічну Англію. Джин здогадується, що світ гри має три сонця, а планета непередбачувано рухається між ними, час від часу зазнаючи катаклізмів, які знищують її цивілізацію. Потім вони опиняються в світі, що нагадує епоху монгольського панування і розуміють, що його неможливо врятувати — потрібно рятувати населення. Жінка з мечем вітає обох із перемогою. Тим часом Майк Еванс, який став власником корпорації, наглядає за учасниками гри. Він також розмовляє з деким, кого називає «Господом» за допомогою динаміка та мікрофона. Джин і Джек отримують запрошення на зустріч із Тетяною, яку раніше зустріла Оггі, і яка зникла з відеозапису. Жінка пропонує останній рівень гри, в якому виявляється, що «Проблему трьох тіл» створили інопланетяни, щоб завербувати на Землі агентів, які забезпечать їхнє безпечне прибуття, оскільки планета з трьома сонцями неминуче загине. Флот інопланетян вже в дорозі. Джек покидає зустріч, не вірячи в реальність інопланетян, і потім його вдома вбиває Тетяна, а згодом зникає з відеозаписів. Да Ши спостерігає за будинком, але не бачить, що сталося. |                                                    |                 |                                           |                         |
| 4 | «Наш Господь / Our Lord»                           | Мінкі Спіро     | Мадхурі Шекар                             | 21 березня 2024         |
| У 1985 році Майк Еванс знайомиться з Є Венцзе, що стала докторантом в Оксфорді. Еванс запрошує її на свій корабель «Судний день», на якому встановлена потужна антена. Він показує, що за минулі роки інопланетяни, названі сан-ті («люди трьох сонць»), надіслали багато інформації, що дозволяє налаштувати постійне спілкування з ними. У сучасності, після вбивства Джека, Томас Вейд і Да Ши залучають Джин до проникнення на таємний захід Майка Еванса. Під керівництвом Вейда та Да Ши, Джин прибуває в домовлене місце, де Є Веньцзе розповідає, що вона засновниця громадського руху «Земля-Трисоларис», мета якого — допомогти сан-ті захопити Землю. Британські сили безпеки влаштовують рейд на зустріч. Зрозумівши, що Джин шпигунка, Тетяна намагається вбити її, спалахує бійка, в якій Тетяна тікає. Джин, хоча й поранена, виживає. Є Веньцзе та більшість інших учасників руху заарештовано. Тим часом Майк Еванс розповідає «Господу», як він називає сан-ті, казку про Червону Шапочку. Сан-ті не розуміють концепцію вигадки та брехні, оскільки вони спілкуються телепатично і не можуть казати одне, а мати на увазі інше. Сан-ті роблять висновок, що людям не можна довіряти і два види не зможуть співіснувати. Вони припиняють спілкування з Евансом. |                                                    |                 |                                           |                         |
| 5 | «Судний день / Judgment Day»                       | Мінкі Спайро    | Девід Беніофф і Д. Б. Вайс                | 21 березня 2024         |
| Да Ши допитує Є Веньцзе, яка вважає, що сан-ті дозволили її схопити, бо це частина їхнього плану. Да Ши зауважує, що корабель Майка Еванса «Судний день» незабаром пропливатиме крізь Панамський канал. Томас Вейд залучає британських військових і Оггі, щоб знищити корабель за допомогою нановолокон, але зберегти дані на борту. Вілл Даунінг погоджується на операцію. Оггі боїться повернення зворотного відліку, але він не з'являється, навіть коли вона запускає виробництво нановолокон. Натягнені поперек каналу нановолокна розрізають корабель і людей на борту, в тому числі дітей. Томас Вейд потім забирає з трупа Майка Еванса жорсткий диск із даними. Дешифрування відбувається швидше, ніж очікувалося. Вейд дає Є Веньцзе послухати запис останньої розмови між сан-ті та Майком Евансом. Джин допомагає Вейду з одним із файлів нерозпізнаного типу, що займає надзвичайно великий обсяг. Вона дає Вейду шолом і обоє входять до гри. Там обоє дізнаються, що сан-ті летітимуть до Землі 400 років, за які люди перевершать їх. Тому сан-ті створили два комп'ютери, згорнених до розмірів протона, які надіслали зі швидкістю світла до Землі. Ці комп'ютери, звані «софонами», квантово заплутані зі своїми копіями та Трисолярисі та надають інопланетянам інформацію про Землю в реальному часі. Софони саботують розвиток науки і створювали зворотний відлік. Але тепер сан-ті не зацікавлені в пригніченні людей, вони хочуть знищити їх. Софони відображають на всіх екранах у світі напис «ви комахи». Софон розгортається, закриваючи небо. |                                                    |                 |                                           |                         |
| 6 | «Зорі — наше майбутнє / The Stars Our Destination» | Мінкі Спайро    | Александер Ву                             | 21 березня 2024         |
| Поява софона спричиняє паніку по всьому світу. Джин Чен відвідує ув'язнену Є Веньцзе, яку звинувачує в егоїстичному прагненні вирішувати за інших людей як їм жити. Та на думку Є Веньцзе, в неї є декілька ідей для порятунку. Новосформована Рада планетарної оборони (РПО) облаштовує штаб-квартиру у віддаленому маєтку Вічвуд. Вейд зустрічається з групою експертів, щоб обговорити створення зонда, який зібрав би інформацію про флот сан-ті. Наявні технології дозволяють запустити зонд, здатний досягнути 1 % швидкості світла. Джин Чен пропонує проєкт «Сходи»: використовуючи численні атомні бомби, розміщені в космосі, розігнати зонд з сонячним вітрилом. Радж знаходить Вейда і, виходячи з його результатів у Панамській операції, сподівається приєднатися до РПО і отримує дозвіл. Оггі після знищення «Судного дня» не хоче, щоб її нановолокна використовувала РПО. Да Ши запитує у Є Веньцзе, чому у її дочки Віри були суїцидальні думки, на що Є Веньцзе відповідає, що Віра побачила на її комп'ютері дані про сан-ті. Згодом Да Ши звільняє Є Веньцзе та призначає офіцерам стежити за нею. У Вілла виникають галюцинації про човен, на якому він плавав з Джин. Це спонукає його придбати зорю DX3906 та анонімно подарувати її Джин. |                                                    |                 |                                           |                         |
| 7 | «Тільки вперед / Only Advance»                     | Джеремі Подесва | Девід Беніофф і Д. Б. Вайс                | 21 березня 2024         |
| Джин Чен отримує сертифікат власності на зорю DX3906. Вейд демонструє учасникам РПО капсулу для анабіозу, в якій планує надіслати до флоту сан-ті людину. Оскільки наявних бомб не вистачає для запуску масивного зонда, Вейд пропонує надіслати тільки людський мозок, який допоміг би сан-ті зрозуміти, що з людьми можна співіснувати. Себе Вейд теж планує заморозити, щоб періодично прокидатися та дожити до прибуття сан-ті. Син Да Ши планує заснувати компанію з переселення людей на інші планети. Оггі відмовляється від своїх прав на дослідження нановолокон, і використовує нанотехнології для очищення води в Мексиці. Враховуючи неминучу смерть Вілла від раку, закохана в нього Джин Чен пропонує його як кандидата для пасажира зонда. Є Веньцзе зустрічається з Солом Дюрандом і розповідає йому про теорію «Темного лісу», натякаючи йому, як подолати сан-ті. Вілл погоджується, щоб його мозок відправили в зонді. Після його евтаназії Джин Чен дізнається, що DX3906 була подарунком від нього. Є Веньцзе повертається до Китаю та відвідує залишки бази «Червоне узбережжя», де зустрічає Тетяну. Вони дивляться на захід сонця, після чого Є Веньцзе стрибає зі скелі. |                                                    |                 |                                           |                         |
| 8 | «Хранителі думок / Wallfacer»                      | Джеремі Подесва | Девід Беніофф і Д. Б. Вайс                | 21 березня 2024         |
| Сол завдяки збігу обставин переживає замах на нього, його коханка при цьому гине. Розслідування Да Ши показує, що для цього було зламано три автомобілі з автопілотом. Сола беруть під охорону, Да Ши доставляє його на засідання ООН, де оголошується проєкт «Хранителі думок». Оскільки сан-ті не вміють читати людські думки, «Хранителі думок» — це троє найкращих фахівців, які повинні придумати план порятунку людства таким чином, щоб його суть лишалася таємницею для інопланетян. Їм надано всі ресурси та велику владу. Сола несподівано призначають третім «Хранителем думок», але він відмовляється від цієї посади. Згодом у Сола стріляє снайпер, а він виживає завдяки куленепробивному одягу, який дав Да Ши. Сол не розуміє, яку небезпеку він становить для сан-ті. Вейд і Джин керують проєктом «Сходи». Після того, як кілька бомб розігнали зонд з мозком Вілла всередині, вітрило виходить з ладу, зонд збивається з курсу. Софон зв'язується з Томасом Вейдом і обіцяє, що інопланетяни виділять для нього місце, коли прибудуть. Тетяна отримує від софона пропозицію подальшої співпраці і згодом знаходить в себе вдома шолом для гри в «Проблему трьох тіл». Да Ши відвозить пригнічених Джин та Сола подивитися на зграю цикад. Як він пояснює, люди тисячі років намагаються знищити комах, але їм це так і не вдалося попри всі технології. Отже, і люди мають шанси вистояти проти сан-ті. |                                                    |                 |                                           |                         |

## Виробництво
У 2015 році шанхайська продюсерська компанія YooZoo Pictures зробила першу спробу екранізувати «Три тіла». Розпочаті нею зйомки фільму «Проблема трох тіл» тривали 5 місяців, але остаточний продукт так і не вийшов. 2019 року YooZoo Pictures отримала дозвіл від китайського наглядового органу у сфері розваг, Державної адміністрації радіо, кіно і телешоу, на зйомки 24-серійного серіалу і у вересні 2020 року уклала угоду про виробництво власної адаптації для Netflix на чолі з творцями «Гри престолів» Девідом Беніоффом і Ді Бі Вайссом. Автор трилогії Лю Цисінь став продюсером-консультантом майбутнього серіалу разом із Кеном Лю, перекладачем «Проблеми трьох тіл» і «Вічного життя смерті» англійською.
У серпні 2021 року стало відомо, що режисуватиме серіал гонконгський режисер Дерек Цан, фільм «Better Days» якого 2019 року здобув Гонконгську кінопремію та був номінований на «Оскар» як найкращий міжнародний художній фільм.
У вересні 2022 року на презентації Tudum від Netflix шанувальники отримали змогу побіжно подивитися на перші кадри серіалу.

## Сприйняття
Агрегатор рецензій Rotten Tomatoes вказує на 77 % схвальних рецензій критиків. Консенсус критиків вебсайту стверджує: «Перший сезон „Проблеми трьох тіл“ із вражаючим смаком береться за свій амбітний вихідний матеріал і є вдалим початком, який має змусити шанувальників наукової фантастики прагнути більшого». На Metacritic середня оцінка серіалу складає 71 бал зі 100, що відповідає «загалом схвальних відгукам».
Чарльз Пуліам-Мур на сайті The Verge зазначив, що серіал має більш лінійний сюжет, ніж книга, та розрахований на ширший загал. Перший сезон добре пояснює суть персонажів і обставини, але зрештою виявляється лише вступом до другого сезону. Серіал замінює одного персонажа книги (Ван Мяо) «Оксфордською п'ятіркою» (Джин, Сол, Оггі, Вілл і Джек), тоді як Є Веньцзе приділено менше уваги. Натомість стосунки «Оксфордської п'ятірки» додають драми, відсутньої в книзі та дозволяють дивитися на проблеми з різних точок зору. Серіал містить «неймовірне поєднання фірмового візуального вигляду Netflix і надзвичайної кількості блискучих спецефектів», найбільш вражаючі з яких поміщені до гри.
Джеймс Поневозик у газеті «The New York Times» зробив висновок, що серіал цікавий передусім своєю світобудовою та сюжетом з нотками технооптимізму. Загроза в ньому більш екзистенційна, бо інопланетяни наближаються повільно і порятунок стає більш колективною справою. Він також провокаційний через «морально сіре» рішення в середині першого сезону знищити корабель з людьми на ньому. Найбільші зміни, порівняно з книгою, стосуються структури сюжету, місць дії та розділення Вана Мяо на п'ятьох персонажів. Книга має китайський історичний та політичний підтекст, тоді як серіал глобалізує історію, перенісши більшу частину дії до Лондона з багатонаціональним акторським складом.
На думку Дениса Федорука з ITC.ua, серіал адекватно переносить літературних матеріал у формат 8-ми епізодів, хоча й містить декілька нецікавих сцен. Сюжет не дуже видовищний через відсутність військового протистояння з ворогом, але «виглядає захопливо та досить епічно». Серіал насамперед досліджує поведінку людства перед далекою, але ймовірно неминучою катастрофою. Все це робить його якісною науковою фантастикою, що останнім часом не вдавалася Netflix.
Згідно з Анастасією Лях на сайті Mezha.Media, американська адаптація книг «Дуже наближена до першоджерела, точна, деталізована і водночас осучаснена екранізація, яка на відміну від попередньої виходить за межі китайського ринку і є проєктом повноцінно міжнародного рівня». Серіал є насиченим науково-фантастичним детективом, де «науково» переважає над «фантастичним» і при цьому продовжує тримати інтригу.
У КНР Netflix офіційно недоступний, але глядачі, які переглядали серіал через VPN чи в піратських версіях, сприйняли його неоднозначно. Критика, судячи з обговорень, була спрямована на зміну раси персонажів, порівняно з першоджерелом, негативне зображення Китаю, а також профанацію сюжету, щоб залучити ширшу аудиторію. Інші глядачі навпаки високо оцінили зображення Культурної революції, слідування першоджерелам і привабливість для глобальної аудиторії.